# Álvaro Iglesias
Álvaro Iglesias Marcos (* 1. März 1993 in Madrid) ist ein spanischer Hockeyspieler. Er gewann eine Silbermedaille bei Europameisterschaften.

## Sportliche Karriere
Álvaro Iglesias spielt beim Club de Campo Villa de Madrid.
2014 debütierte Iglesias in der Nationalmannschaft. Bei den Olympischen Spielen 2016 in Rio de Janeiro unterlagen die Spanier im Viertelfinale den späteren Olympiasiegern aus Argentinien mit 1:2. Iglesias war in allen sechs Spielen dabei, erzielte aber kein Tor. Bei der Europameisterschaft 2017 in Amstelveen verpassten die Spanier den Einzug in die Finalrunde und belegten den fünften Platz. Iglesias war in allen fünf Spielen dabei und erzielte zwei Tore. Im Jahr darauf schieden die Spanier bei der Weltmeisterschaft 2018 in Bhubaneswar trotz zwei Toren von Iglesias als Gruppenletzte der Vorrunde aus. 2019 bei der Europameisterschaft in Antwerpen unterlagen die Spanier bereits in der Vorrunde den Belgiern mit 0:5, erreichten aber trotzdem das Halbfinale. Dort gewannen sie mit 4:3 gegen die niederländische Nationalmannschaft. Im Finale trafen die Spanier wieder auf die Belgier und verloren abermals mit 0:5.
Bei der Europameisterschaft 2021 wurden die Spanier Fünfte. Wegen der COVID-19-Pandemie wurden die Olympischen Spiele in Tokio erst 2021 ausgetragen. Die Spanier schieden im Viertelfinale mit 1:3 gegen die Belgier aus. Iglesias war in allen sechs Spielen dabei, erzielte aber wie 2016 keinen Treffer. Im Januar 2023 wurde erneut in Bhubaneswar die Weltmeisterschaft 2023 ausgetragen. Nach einem dritten Platz in der Vorrunde erreichten die Spanier mit einem Sieg im Shootout über Malaysia das Viertelfinale und verloren dann mit 3:4 gegen die Australier. Iglesias war als Kapitän in allen fünf Spielen dabei, im Playoff gegen Malaysia konnte er seinen Versuch im Shootout nicht verwandeln. Im Sommer 2023 bei der Europameisterschaft in Mönchengladbach wurden die Spanier Sechste. Iglesias erzielte seinen einzigen Treffer beim 1:2 gegen Frankreich. 2024 bei den Olympischen Spielen in Paris wirkte Iglesias nur in den ersten drei Spielen mit. Beim 3:3 gegen Frankreich erzielte er seinen ersten Treffer bei Olympischen Spielen.
Das Spiel gegen Frankreich bei den Olympischen Spielen 2024 war das 234. Länderspiel für Álvaro Iglesias.

## Familie
Álvaros Schwester Belén Iglesias nahm ebenfalls für Spanien an olympischen Hockeyturnieren teil.